# Сілвер-Лейк (Міннесота)
Сілвер-Лейк (англ. Silver Lake) — місто (англ. city) в США, в окрузі Маклеод штату Міннесота. Населення — 866 осіб (2020).

## Географія
Сілвер-Лейк розташований за координатами 44°54′14″ пн. ш. 94°11′52″ зх. д. / 44.90389° пн. ш. 94.19778° зх. д. (44.903920, -94.197654).  За даними Бюро перепису населення США в 2010 році місто мало площу 0,98 км², уся площа — суходіл. В 2017 році площа становила 1,05 км², уся площа — суходіл.

## Демографія
Згідно з переписом 2010 року, у місті мешкало 837 осіб у 352 домогосподарствах у складі 214 родин. Густота населення становила 857 осіб/км².  Було 379 помешкань (388/км²).
Расовий склад населення:
| - 99,4 % — білих - 0,2 % — азіатів |

До двох чи більше рас належало 0,4 %. Частка іспаномовних становила 1,4 % від усіх жителів.
За віковим діапазоном населення розподілялося таким чином: 24,7 % — особи молодші 18 років, 61,2 % — особи у віці 18—64 років, 14,1 % — особи у віці 65 років та старші. Медіана віку мешканця становила 35,0 року. На 100 осіб жіночої статі у місті припадало 104,6 чоловіків;  на 100 жінок у віці від 18 років та старших — 104,5 чоловіків також старших 18 років.
Середній дохід на одне домашнє господарство  становив 54 893 долари США (медіана — 50 592), а середній дохід на одну сім'ю — 71 110 доларів (медіана — 60 000). За межею бідності перебувало 13,5 % осіб, у тому числі 17,6 % дітей у віці до 18 років та 18,2 % осіб у віці 65 років та старших.
Цивільне працевлаштоване населення становило 518 осіб. Основні галузі зайнятості: освіта, охорона здоров'я та соціальна допомога — 23,6 %, виробництво — 19,1 %, мистецтво, розваги та відпочинок — 11,4 %, будівництво — 7,3 %.